# Ника (кинопремия, 2009)
22-я церемония вручения наград национальной кинематографической премии «Ника» за 2008 год состоялась 3 апреля 2009 года в Московском государственном академическом театре оперетты. Лауреаты специальных наград и номинанты в состязательных категориях были объявлены 3 марта 2009 года.

## Список лауреатов и номинантов

### Основные категории
• Победители указаны первыми и выделены отдельным цветом. 
| Категории                           | Лауреаты и номинанты |
| ----------------------------------- | --- |
| Лучший игровой фильм                | • Стиляги (режиссёр: Валерий Тодоровский, продюсеры: Леонид Лебедев, Леонид Ярмольник, Вадим Горяинов, Валерий Тодоровский) кинокомпания «Красная стрела» |
| Лучший игровой фильм                | • Бумажный солдат (режиссёр: Алексей Герман мл., продюсеры: Артём Васильев, Сергей Шумаков)                                                               |
| Лучший игровой фильм                | • Дикое поле (режиссёр: Михаил Калатозишвили, продюсеры: Андрей Бондаренко, Михаил Калатозишвили, Сергей Снежкин)                                         |
| Лучший игровой фильм                | • Исчезнувшая империя (режиссёр и продюсер: Карен Шахназаров)                                                                                             |
| Лучший игровой фильм                | • Пленный (режиссёр и продюсер: Алексей Учитель) |
| Лучший фильм стран СНГ и Балтии     | • Райские птицы ( Украина, режиссёр: Роман Балаян) |
| Лучший фильм стран СНГ и Балтии     | • Неизвестный маршрут ( Киргизия, режиссёр: Темир Бирназаров)                                                                                             |
| Лучший фильм стран СНГ и Балтии     | • Осенний бал / Sügisball ( Эстония, режиссёр: Вейко Ыунпуу)                                                                                              |
| Лучший фильм стран СНГ и Балтии     | • Подарок Сталину ( Казахстан, режиссёр: Рустем Абдрашев)                                                                                                 |
| Лучший фильм стран СНГ и Балтии     | • Прощай, Гульсары! ( Казахстан, режиссёр: Ардак Амиркулов)                                                                                               |
| Лучший неигровой фильм              | • Анастасия (режиссёр: Виктор Лисакович) кинокомпания «Элегия»                                                                                            |
| Лучший неигровой фильм              | • Девственность (режиссёр: Виталий Манский) |
| Лучший неигровой фильм              | • Представление (режиссёр: Сергей Лозница) |
| Лучший анимационный фильм           | • Правдивая история о трёх поросятах (режиссёр: Константин Бронзит) Студия М. И.Р.                                                                        |
| Лучший анимационный фильм           | • Мальчик (режиссёр: Дмитрий Геллер) |
| Лучший анимационный фильм           | • Он и она (режиссёр: Мария Муат) |
| Лучшая режиссёрская работа          | • Алексей Герман мл. за фильм «Бумажный солдат» |
| Лучшая режиссёрская работа          | • Михаил Калатозишвили — «Дикое поле» |
| Лучшая режиссёрская работа          | • Валерий Тодоровский — «Стиляги» |
| Лучшая мужская роль                 | • Олег Долин — «Дикое поле» (за роль Дмитрия Морозова) |
| Лучшая мужская роль                 | • Мераб Нинидзе — «Бумажный солдат» (за роль Даниила Покровского)                                                                                         |
| Лучшая мужская роль                 | • Константин Хабенский — «Адмиралъ» (за роль адмирала Колчака)                                                                                            |
| Лучшая женская роль                 | • Дарья Мороз — «Живи и помни» (за роль Настёны) |
| Лучшая женская роль                 | • Ксения Раппопорт — «Юрьев день» (за роль Любови Павловны)                                                                                               |
| Лучшая женская роль                 | • Чулпан Хаматова — «Бумажный солдат» (за роль Нины) |
| Лучшая мужская роль второго плана   | • Роман Мадянов — «Дикое поле» (за роль милиционера Рябова)                                                                                               |
| Лучшая мужская роль второго плана   | • Сергей Гармаш — «Стиляги» (за роль отца Мэлса) |
| Лучшая мужская роль второго плана   | • Армен Джигарханян — «Исчезнувшая империя» (за роль деда Сергея)                                                                                         |
| Лучшая женская роль второго плана   | • Анна Михалкова — «Живи и помни» (за роль Надьки) |
| Лучшая женская роль второго плана   | • Евгения Хиривская (Брик) — «Стиляги» (за роль Кати) |
| Лучшая женская роль второго плана   | • Евгения Глушенко — «Живи и помни» (за роль свекрови Настёны)                                                                                            |
| Лучшая женская роль второго плана   | • Анастасия Шевелёва — «Бумажный солдат» (за роль Веры)                                                                                                   |
| Лучшая сценарная работа             | • Пётр Луцик и Алексей Саморядов — «Дикое поле» |
| Лучшая сценарная работа             | • Юрий Арабов — «Юрьев день» |
| Лучшая сценарная работа             | • Алексей Герман мл. при участии Владимира Аркуши — «Бумажный солдат»                                                                                     |
| Лучшая музыка к фильму              | • Алексей Айги — «Дикое поле» |
| Лучшая музыка к фильму              | • Леонид Десятников — «Пленный» |
| Лучшая музыка к фильму              | • Андрей Сигле — «Сад» |
| Лучшая операторская работа          | • Максим Дроздов и Алишер Хамидходжаев — «Бумажный солдат»                                                                                                |
| Лучшая операторская работа          | • Пётр Духовской — «Дикое поле» |
| Лучшая операторская работа          | • Олег Лукичёв — «Юрьев день» |
| Лучшая работа звукорежиссёра        | • Сергей Чупров — «Стиляги» |
| Лучшая работа звукорежиссёра        | • Кирилл Василенко — «Пленный» |
| Лучшая работа звукорежиссёра        | • Игорь Терехов — «Дикое поле» |
| Лучшая работа художника             | • Владимир Гудилин — «Стиляги» |
| Лучшая работа художника             | • Сергей Коковкин, Эльдар Кархалев, при участии Сергея Ракутова — «Бумажный солдат»                                                                       |
| Лучшая работа художника             | • Кирилл Мурзин — «Обитаемый остров. Фильм 1» |
| Лучшая работа художника             | • Павел Пархоменко, Анастасия Каримулина — «Морфий» |
| Лучшая работа художника по костюмам | • Александр Осипов — «Стиляги» |
| Лучшая работа художника по костюмам | • Надежда Васильева — «Нирвана» |
| Лучшая работа художника по костюмам | • Татьяна Мамедова — «Обитаемый остров. Фильм 1» |
| Открытие года                       | • Валерия Гай Германика (режиссёр) — «Все умрут, а я останусь»                                                                                            |
| Открытие года                       | • Бакур Бакурадзе (режиссёр) — «Шультес» |
| Открытие года                       | • Константин Меладзе (музыкальный продюсер) — «Стиляги»                                                                                                   |

### Специальные награды
| Награда                                                             | Лауреаты                                   |
| ------------------------------------------------------------------- | ------------------------------------------ |
| Приз «Честь и достоинство»                                          | • Алексей Юрьевич Герман                   |
| «За вклад в кинематографические науки, критику и образование»       | • Юрий Богомолов (кинокритик)              |
| «За творческие достижения в искусстве телевизионного кинематографа» | • «Ржев: Неизвестная битва Георгия Жукова» |
| «За творческие достижения в искусстве телевизионного кинематографа» | • «Одноэтажная Америка»                    |